# 워런 G. 하딩
워런 거메일리얼 하딩(영어: Warren Gamaliel Harding, 1865년 11월 2일 ~ 1923년 8월 2일)은 미국의 29번째(29대) 대통령(1921~23)이다. 그리고 임기 중 사망한 여섯번째 대통령이다.

## 어린 시절
오하이오주 코르시카(현재의 블루밍 그로브) 근처에서 조지 트라이언 하딩과 피비 디커슨 하딩의 8명 자식 중에 맏아들로 태어났다. 아버지 조지는 동종요법 의사가 되면서 농부로서 작은 수입을 보충하였다. 그는 1642년 플리머스 식민지에 정착한 영국인 가족의 자손이다.
워런은 코르시카와 캘리도니아의 그래머 스쿨들에서 수학하였다. 그는 자신의 아버지가 절반을 소유한 주간 신문 〈캘리도니아 아거스 (Caledonia Argus)〉에 타자치는 것을 배웠다. 아이베리아에 있는 오하이오 센트럴 대학교에서 수학하는 동안에 학교 신문을 편집하였다.

### 신문 경력

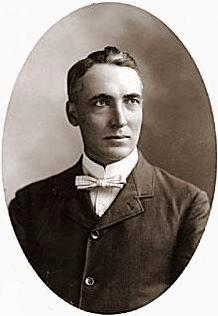
17세의 하딩

1882년 하딩은 자신이 학교에서 가르칠 수 있는 데 시험을 합격하였다. 그는 오하이오주 매리언 근처에 있는 한 방의 학원에서 한 학기 동안에 강의하였다. 후에 강의가 자신에게 가장 어려운 직업이라고 불렀다. 하딩은 또한 〈매리언 민주당 거울 (Marion Democratic Mirror)〉를 위하여 일하였다. 그러나 1884년 공화당 대통령 후보 제임스 G. 블레인을 지지한 이유로 해고당하고 말았다. 하딩과 그의 두 친구들은 그러고나서 파산한 신문 〈매리언 스타 (Marion Star)〉를 300달러에 사들였다.

## 결혼

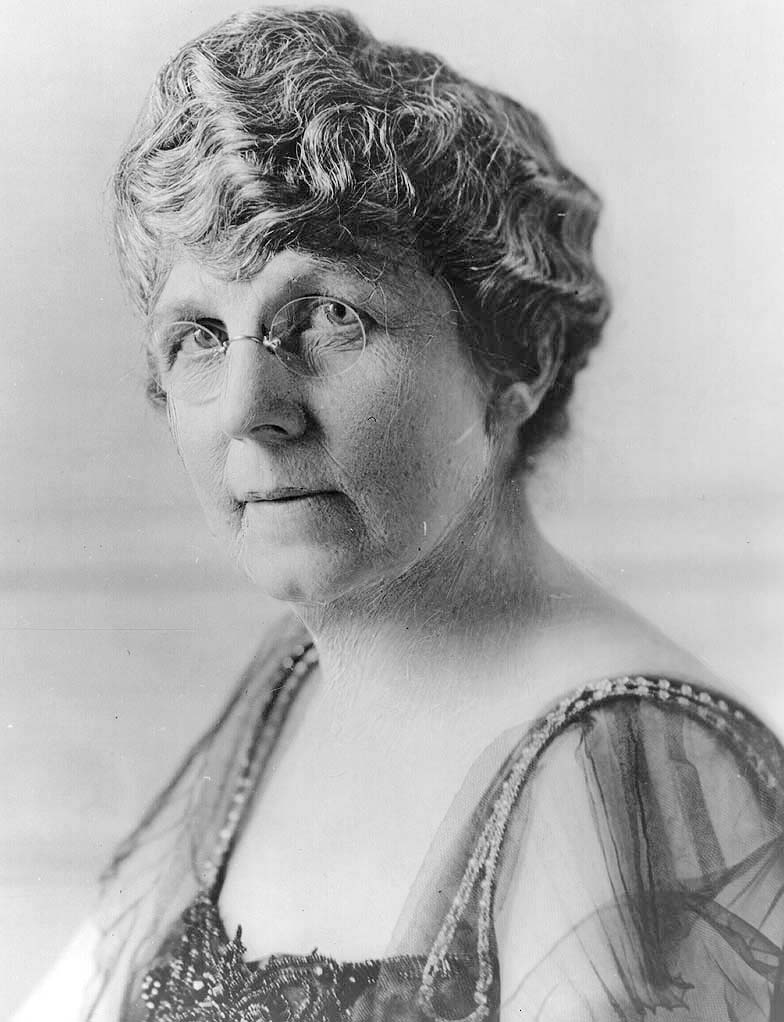
플로렌스 하딩 여사

1891년 두드러진 매리언 은행원의 딸 플로렌스 클링 더 월프(1860~1924)와 결혼하였다. 그녀는 하딩보다 5살 연상이었다. 지배적인 성격들과 남편을 위하여 거대한 야망들을 가진 이유로 "여공작"이란 별명이 붙었다. 플로렌스 여사는 〈스타〉지를 번영하는 신문으로 만드는 데 남편을 도왔으며, 하딩은 몇몇 주식회사의 사장과 트리니티 침례 교회의 수탁인이 되었다. 하딩 부부는 자식이 없었고 플로렌스가 전 남편 사이에서 낳은 의붓아들이 있었다.

## 정치 경력

### 초기 정계 입문
하딩은 곧 편집자와 실력있는 웅변가로 알려지게 되었다. 그는 1889년 공화당 주상원에 선출되었고, 2년 후에도 재선되었다. 그는 1903년 부지사에 선출되었으나 1910년 주지사 선거에서 탈락하고 말았다.
주립 정계에 있는 동안에 하딩은 영리한 정치적 전략가 해리 M. 도허티의 현신적인 우정을 얻었다. 몇년 후에 도허티는 하딩을 대통령이 되는 데 열심히 일하였다.
1912년 하딩은 공화당 국립 회의에서 윌리엄 하워드 태프트의 두 번째 임기 기간을 위하여 후보로 지명하는 데 선택되었다. 이 명예로 그는 자신에게 자신의 후보 지명보다 더 위대한 감동을 주었다고 말하였다. 1916년 국립 회의에서 하딩은 기조 연설을 하고 영구적인 의장을 지내기도 하였다.

### 미국 상원
도허티와 부인에 의한 주장으로 하딩은 1914년 미국 상원 선거에 성공적으로 나갔다. 인기있고 정다운 그는 좋은 친교와 상원의 위신을 즐겼으나 자신의 6년 임기 동안에 아무런 주요 법안을 소개하지 않았다. 그는 출석 조사의 거의 절반을 놓쳤고, 입법을 공부하는 것보다 자신의 친구들을 위하여 구직에 대부분의 시간을 보냈다. 하딩은 보통 공화당 지도자력고 함께 투표하였다. 그는 높은 관세에 호의를 가졌고 국제 연맹과 산업의 연방적 규칙을 반대하였다. 그는 금주법과 여성의 참정권을 위하여 투표하였으나 양쪽에 원인에 굳은 위탁이 없었다.

### 막후 협상실
1919년 초순에 어떤 신문들은 하딩을 타협적 대통령 후보로서 언급하기 시작하였다. 하딩은 상원이 "대통령 후보가 가능적으로 될 수 있는 것보다 나의 애호에 가장 멀리 있다"고 주장하였다. 그러나 하딩 여사의 협조로 도허티는 그에게 자신의 선거 운동 담당자가 되는 데 설득하였다.
1920년 시카고에서 열린 공화당 국립 회의에서 많은 대의원들은 일리노이주지사 프랭크 O. 로우던, 전 육군 참모 총장 레너드 우드 중장, 캘리포니아주의 상원 하이럼 W. 존슨을 지지하였다. 그러나 도허티의 출석은 장면들의 뒤에서 바빴다. 그의 환영인들은 모든 대의원들을 반기었고 그들에게 하딩을 지지하도록 몰아냈다.
투표의 첫날에 회의는 4개의 결정 선거 후에 정돈을 휴회하였다. 그날 밤에 권력있는 상원과 정치적 보스들의 작은 단체는 도허티가 "막후 협상실"이라 부른 블랙스톤 호텔에서 만났다. 새벽 2시 쯤에 그들은 하딩이 타협적인 후보라는 동의를 하였다. 대의원들은 다음날 10번째 결정 선거에서 하딩을 후보로 임명하였으며, 매사추세츠주지사 캘빈 쿨리지를 러닝메이트로 선택하였다.
민주당은 오하이오 주지사 제임스 M. 콕스를 대통령 후보, 해군 보조 장관 프랭클린 D. 루스벨트를 부통령 후보로 지명하였다.

### 현관 앞의 선거 운동

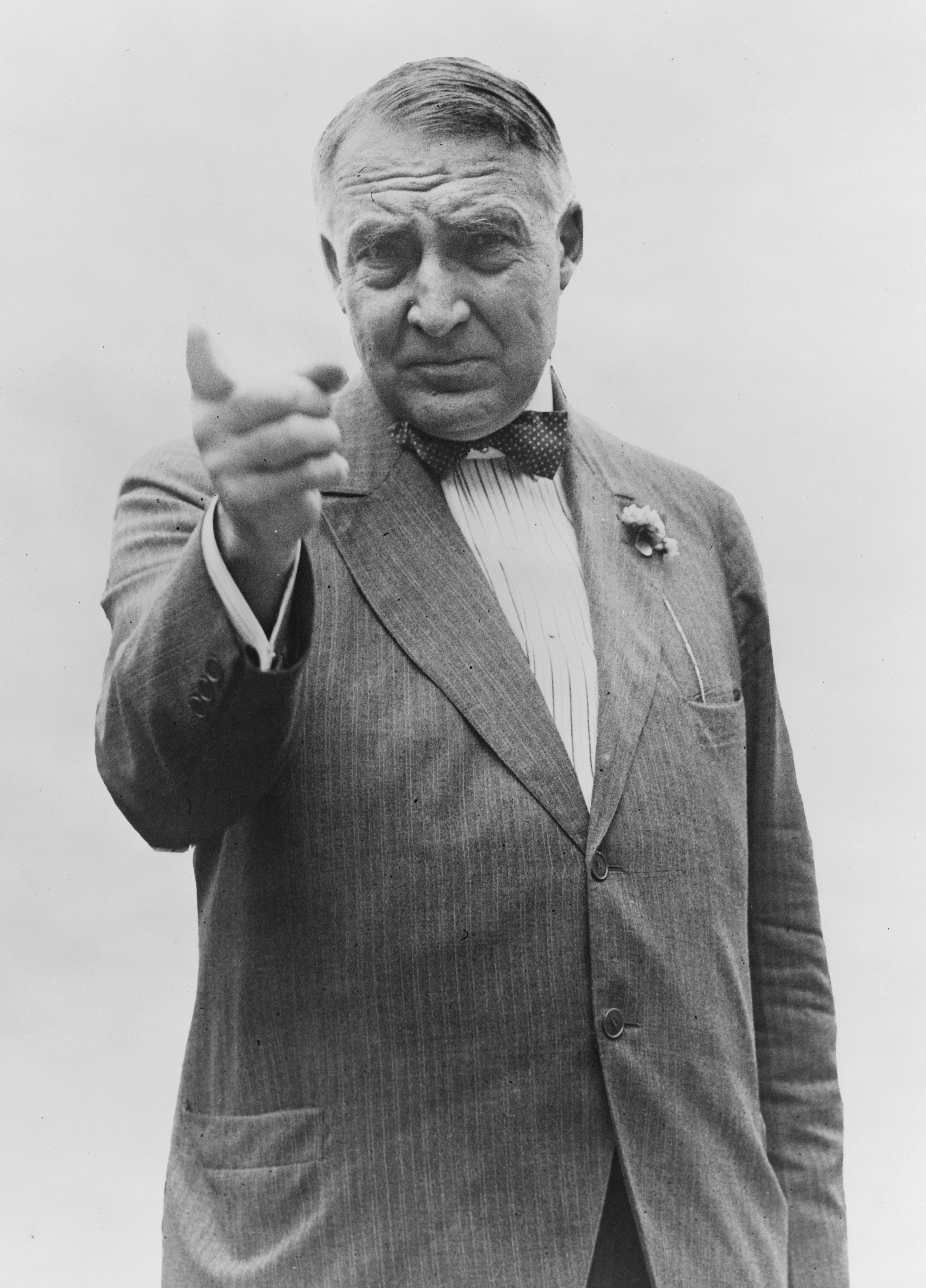
1920년 선거 운동 때의 하딩

하딩은 매리언의 자택으로부터 현관 앞의 선거 운동을 지휘하였다. 그는 거기서 연설을 하고 방문한 대의원들을 만났다. 그는 자신의 비서들에게 악수가 자신이 가장 기쁘게 한 일이라고 말하였다.
하딩은 압도적 승리를 거두고 상원을 지내는 동안에 선출된 첫 대통령이 되었다. 그 일은 모든 여성이 투표할 수 있던 첫 선거였으며 라디오 방송으로 공개되었다.

## 대통령 재임
자신 행정부의 시작으로부터 하딩은 의회와 자신의 내각에 지도력을 공급하는 데 의지하였다. 대부분의 공화당원들처럼 그는 제1차 세계 대전 동안에 우드로 윌슨 대통령이 의회에 속한 권력들을 차지하였다는 느낌이 들었다.

### 정상으로의 회귀
하딩은 국제 연맹에 정돈을 끝내는 데 빠르게 움직였다. 그는 연맹이 독일과 다른 중앙 권력들과 함께 계약이 포함되지 않은 평화 조약들을 맺었다. 의회는 국재적 입법에서 지도자력을 차지하였다. 1921년 처음으로 이민에 몫을 놓았고 세금을 줄였다. 1922년에 관세를 기록 신장으로 올렸다.
농업 장관 헨리 C. 월리스는 농업부와 농부들에게 이득을 준 진흥적 입법을 인정하였다. 당시 상업 장관 허버트 후버는 상업적인 비행과 라디오 방송을 위한 규정들을 제안하였고 철강업에서 12시간의 근로일을 끝내는 데 도움을 주었다. 국무 장관 찰스 에반스 휴스의 지도력 아래 워싱턴 군축회의가 1921년과 1922년에 열렸다.

### 정부의 스캔들
하딩은 오하이오 갱이라 알려진 많은 친구들을 워싱턴 D. C.로 데려왔다. 그중에 어떤이들은 신뢰할 수 없었으나 그는 그들을 사회적으로 즐겼고 그들에게 중요한 직업들을 주었다. 부패의 경향이 곧 일어나기 시작하였다. 티포트 돔 스캔덜은 가장 충격적인 사건이었다. 그 사건은 정부 소유의 석유 예비금들을 개인적 회사들에 임대한 뇌물을 받아들인 내무 장관 앨버트 B. 폴을 연루시켰다. 1929년 그는 투옥되어 1931년에 징역살이를 하였다.
하딩이 법무 장관으로 임명한 해리 도허티는 1926년 에일리언 재산 관리인의 사무실의 자신의 행정을 근심시킨 책임들로 재판을 받았다. 2명의 배심원들은 판단에 동의하는 데 실패하여 도허티가 풀려났다.
도허티의 친구 제시 W. 스미스는 1923년 5월 자살하였다. 스미스가 법무부와 법률적 폭력인들 사이에 청산을 배치시킨 것이 드러났다. 재향군인국에서 기금의 오용이 중개인의 입법적 조언자 찰스 F. 크래머의 자살과 운영인 찰스 R. 포브스의 투옥의 결과를 가져왔다.

### 사망

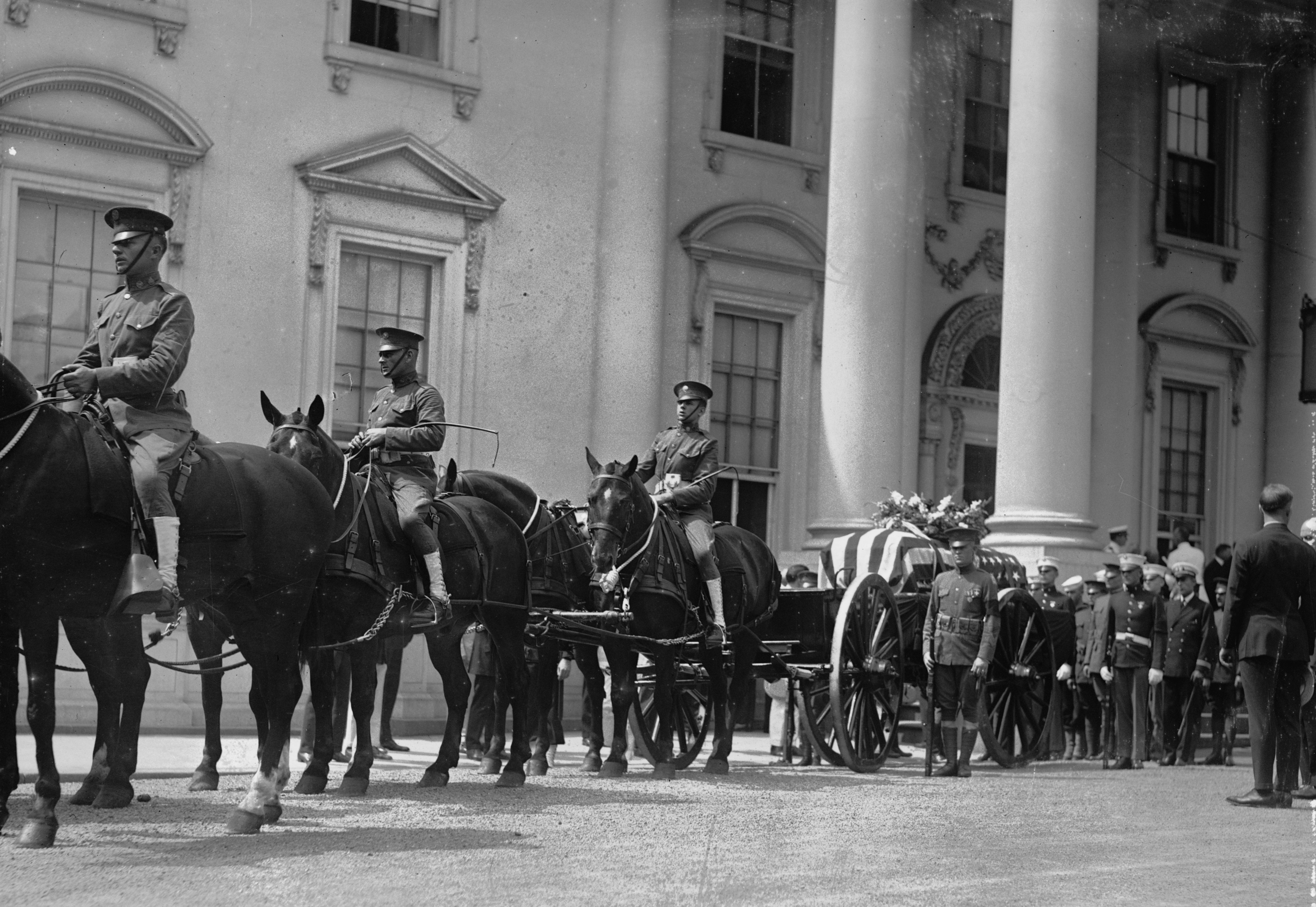
하딩의 장례 행렬

농업 경제의 대공황이 1922년의 선거에서 공화당원들이 나쁜 실수를 하는 원인이 되었다. 1923년 6월 하딩은 담화 순회를 만들어 자신의 행정부에서 신임을 재생하는 일을 찾았다. 부인과 큰 공무적 당과 함께 그는 국가를 가로질러 캐나다와 알래스카를 방문한 첫 대통령이 되었다. 워싱턴으로부터 긴 전갈이 하딩의 통로를 도달하였다. 그 일은 석유 임대들의 상원적 투자에 관한 소식을 방해하고 말았다. 기자들은 우울해진 하딩이 자신의 친구들에 의하여 배신당할 때 대통령이 무슨 일을 할 수 있었냐에 그들에게 의문하였다.
자신의 기차가 시애틀을 지나갈 때 하딩은 식중독에 걸려 병이 들기 시작하였다. 여행은 의사들이 하딩은 폐렴에 걸렸다고 보고한 샌프란시스코에서 멈췄다. 하딩은 거기서 8월 2일에 58세로 사망하였다.
그의 시체가 워싱턴으로 돌아오면서 수많은 애도자들이 모여들었다. 그의 유해는 매리언으로 옮겨졌으며, 플로렌스 여사도 1924년 11월 21일에 사망하여 남편 옆에 안장되었다.
암살설도 있었으나, 훗날 사실이 아님이 밝혀졌다.

## 역대 선거 결과
| 선거명      | 직책명                    | 대수 | 정당   | 득표율 | 득표수 (선거인단)    | 결과 | 당락                     |
| ----------- | ------------------------- | ---- | ------ | ------ | -------------------- | ---- | ------------------------ |
| 1910년 선거 | 오하이오 주지사           | 45대 | 공화당 | 40.75% | 376,700표            | 2위  | 낙선                     |
| 1916년 선거 | 상원의원 (오하이오 제3부) | 64대 | 공화당 | 49.16% | 526,115표            | 1위  | 오하이오주 상원의원 당선 |
| 1920년 선거 | 미국의 대통령             | 29대 | 공화당 | 60.33% | 16,153,115표 (404명) | 1위  |                          |

## 같이 보기
- 미국의 대통령 목록

### 음성과 영화 링크
- "Return to Normalcy" Speech, May 14, 1920
- 1920 Presidential Campaign; "Front Porch"; Marion, Ohio.
- Wearing cowboy hat
- Playing golf during Jazz Age

### 주요 자료
- Inaugural Address 보관됨 2006-06-14 - 웨이백 머신
- First State of the Union Address of Warren Harding 보관됨 2005-12-19 - 웨이백 머신
- Second State of the Union Address of Warren Harding 보관됨 2005-12-19 - 웨이백 머신

| 전임 시어도어 E. 버튼 | 제64·65·66대 오하이오주 제3부 연방 상원 1915년 3월 4일 ~ 1921년 1월 13일 | 후임 프랭크 B. 윌리스 |

| | 제29대 미국 대통령              |                  |
| --- | ------------------------------- | ---------------- |
| 전임 우드로 윌슨 | 1921년 3월 4일 ~ 1923년 8월 2일 | 후임 캘빈 쿨리지 |
| 조지 워싱턴 · 존 애덤스 · 토머스 제퍼슨 · 제임스 매디슨 · 제임스 먼로 · 존 퀸시 애덤스 · 앤드루 잭슨 · 마틴 밴 뷰런 · 윌리엄 헨리 해리슨 · 존 타일러 · 제임스 K. 포크 · 재커리 테일러 · 밀러드 필모어 · 프랭클린 피어스 · 제임스 뷰캐넌 · 에이브러햄 링컨 · 앤드루 존슨 · 율리시스 S. 그랜트 · 러더퍼드 B. 헤이스 · 제임스 A. 가필드 · 체스터 A. 아서 · 그로버 클리블랜드 · 벤저민 해리슨 · 그로버 클리블랜드 · 윌리엄 매킨리 · 시어도어 루스벨트 · 윌리엄 하워드 태프트 · 우드로 윌슨 · 워런 G. 하딩 · 캘빈 쿨리지 · 허버트 후버 · 프랭클린 D. 루스벨트 · 해리 S. 트루먼 · 드와이트 D. 아이젠하워 · 존 F. 케네디 · 린든 B. 존슨 · 리처드 닉슨 · 제럴드 포드 · 지미 카터 · 로널드 레이건 · 조지 H. W. 부시 · 빌 클린턴 · 조지 W. 부시 · 버락 오바마 · 도널드 트럼프 · 조 바이든 · 도널드 트럼프 |                                 |                  |

| 전임 우드로 윌슨 | 미국의 국가 원수 1921년 3월 4일 ~ 1923년 8월 2일 | 후임 캘빈 쿨리지 |